# Пореч (град)
Пореч (на хърватски: Poreč; на италиански: Parenzo) е град на Адриатическото крайбрежие на Хърватия. Разположен е на западния бряг на полуостров Истрия, Истрийска жупания, на около 30 км южно от границата със Словения. Една от основните забележителности в града е Еуфразиевата базилика, която е в Списъка на световното културно наследство на ЮНЕСКО.
Селището е на възраст от почти 2000 години. Разположено е покрай залив, който е защитен от морето от малкия остров Свети Никола.

## Население
Според преброяването от 2011 г. населението възлиза на 16 696 жители, основната част от които са хървати (74,8%), следват италианци (3,2%), сърби (3,4%), албанци (2,7%) и бошняци (1,95%).